# Natação nos Jogos Europeus de 2015 - 1500 m livre masculino
A competição dos 1500 metros livre masculino foi um dos eventos da natação nos Jogos Europeus de 2015, em Baku, no Azerbaijão. Foi disputada no Centro Aquático de Baku no dia 24 de junho.

## Calendário
Horário de verão do Azerbaijão (UTC+5).
| Data        | Horário | Fase  |
| ----------- | ------- | ----- |
| 24 de junho | 11:16   | Final |

## Medalhistas
| Ouro   | FRA Nicolas D'Oriano |
| Prata  | RUS Ernest Maksumov  |
| Bronze | ISR Marc Hinawi      |

## Recordes
Antes desta competição, os recordes mundiais e dos jogos europeus dessa prova eram os seguintes:
| Tipo                       | Atleta           | Tempo    | Local   | Data                 |
| -------------------------- | ---------------- | -------- | ------- | -------------------- |
|                            | CHN Sun Yang     | 14m31s02 | Londres | 14 de agosto de 2012 |
| Recorde dos Jogos Europeus | Não estabelecido | –        |         |                      |

Os seguintes recordes mundiais ou dos jogos europeus foram estabelecidos durante esta competição:
| Data        | Evento | Nome             | Nacionalidade | Tempo    | Notas                      |
| ----------- | ------ | ---------------- | ------------- | -------- | -------------------------- |
| 26 de junho | Final  | Nicolas D'Oriano | França        | 15:13.31 | Recorde dos Jogos Europeus |

## Resultado final
A final foi realizada no dia 26 de junho.
| Pos.              | Bateria | Raia | Nadador                 | Nacionalidade    | Tempo    | Notas                      |
| ----------------- | ------- | ---- | ----------------------- | ---------------- | -------- | -------------------------- |
| Medalha de ouro   | 3       | 3    | Nicolas D'Oriano        | FRA França       | 15:13.31 | Recorde dos Jogos Europeus |
| Medalha de prata  | 3       | 6    | Ernest Maksumov         | RUS Rússia       | 15:13.90 |                            |
| Medalha de bronze | 3       | 7    | Marc Hinawi             | ISR Israel       | 15:25.63 |                            |
| 4                 | 3       | 2    | Ilya Druzhinin          | RUS Rússia       | 15:26.33 |                            |
| 5                 | 2       | 5    | Kristóf Rasovszky       | HUN Hungria      | 15:28.13 |                            |
| 6                 | 3       | 8    | Henning Mühlleitner     | GER Alemanha     | 15:32.05 |                            |
| 7                 | 2       | 4    | Marcos Rodríguez        | ESP Espanha      | 15:32.09 |                            |
| 8                 | 3       | 5    | Tom Derbyshire          | GBR Grã-Bretanha | 15:39.19 |                            |
| 9                 | 3       | 4    | Thore Bermel            | GER Alemanha     | 15:43.12 |                            |
| 10                | 3       | 1    | Lukas Ambros            | AUT Áustria      | 15:43.26 |                            |
| 11                | 2       | 1    | Bogdan Scarlat          | ROU Romênia      | 15:45.90 |                            |
| 12                | 2       | 3    | Wiktor Jaszczak         | POL Polônia      | 15:45.92 |                            |
| 13                | 2       | 6    | Alexandre Coutinho      | POR Portugal     | 15:46.58 |                            |
| 14                | 2       | 8    | Guilherme Pina          | POR Portugal     | 15:49.04 |                            |
| 15                | 2       | 0    | Erik Årsland Gidskehaug | NOR Noruega      | 15:52.85 |                            |
| 16                | 2       | 7    | Adam Staniszewski       | POL Polônia      | 15:57.61 |                            |
| 17                | 1       | 5    | Frederik Jessen         | DEN Dinamarca    | 15:58.35 |                            |
| 18                | 2       | 9    | Grega Popović           | SLO Eslovênia    | 16:02.06 |                            |
| 19                | 2       | 2    | Victor Johansson        | SWE Suécia       | 16:03.41 |                            |
| 20                | 1       | 4    | Bogdan Petre            | ROU Romênia      | 16:07.83 |                            |
| 21                | 1       | 2    | Marius Ihlen Gardshodn  | FRO Ilhas Faroé  | 16:17.70 |                            |
| 22                | 1       | 3    | Juho Grönblom           | FIN Finlândia    | 16:25.13 |                            |
| 23                | 1       | 6    | Eivind Bjelland         | NOR Noruega      | 16:28.40 |                            |

Legenda
| Recorde mundial            | Recorde mundial (World record)                     |                       | Recorde africano                      | Recorde africano (African) |                                           | Q | Classificado por posição (Qualified) |
| Recorde dos Jogos Europeus | Recorde dos Jogos Europeus (European Games record) | Recorde da América    | Recorde da América (Americas)         | q                          | Classificado por melhor tempo (Qualified) |   |                                      |
| Melhor marca do ano        | Melhor marca do ano (World leading)                | Recorde asiático      | Recorde asiático (Asian)              | DNS                        | Não largou (Did not start)                |   |                                      |
| Recorde nacional           | Recorde nacional (National record)                 | Recorde europeu       | Recorde europeu (European)            | DNF                        | Não terminou (Did not finish)             |   |                                      |
| Recorde pessoal            | Recorde pessoal do atleta (Personal best)          | Recorde da Oceania    | Recorde da Oceania (Oceania)          | DSQ / DQ                   | Desclassificado (Disqualified)            |   |                                      |
| Recorde da temporada       | Recorde da temporada do atleta (Season best)       | Recorde sul-americano | Recorde sul-americano (South America) | NM                         | Sem marca (No mark)                       |   |                                      |